# Proactenis
Proactenis es un género de polillas tortrícidas categorizado en la tribu Schoenotenini, de la subfamilia Tortricinae. Fue descrito por Diakonoff en 1941.

## Especies
- Proactenis leucocharis (Meyrick, 1933)
- Proactenis sisir Diakonoff, 1941
- Proactenis tricomma Diakonoff, 1941
- Proactenis uniata Diakonoff, 1960